# Flora Lusitanica
Flora Lusitanica é um livro de Félix de Avelar Brotero, com descrições sobre a flora portuguesa, escrito em latim. A obra, publicada em 1804, tratou-se da primeira flora portuguesa, tendo tido como base o sistema sexual de Lineu, sendo descritas 1885 espécies, muitas delas desconhecidas então para a ciência, tendo também sido nela feita pela primeira vez uma nomenclatura botânica portuguesa.
Na altura estava já anunciada a obra Flore Portugaise de Link e Hoffmansegg, tendo tal facto conduzido a que antecipasse a publicação da Flora Lusitanica, por pressão do governo português. Foi por isso publicada de forma incompleta. No entanto não deixou de ser classificada como um importante marco na botânica e ciência portuguesa em geral.
O seu nome completa é Flora lusitanica, seu, Plantarum, quae in Lusitania vel sponte crescunt, vel frequentius coluntur, ex florum praesertim sexubus systematice distributarum, synopsis.